# Леваш (Тотемський район)
Лева́ш (рос. Леваш) — присілок у складі Тотемського району Вологодської області, Росія. Входить до складу П'ятовського сільського поселення.

## Населення
Населення — 4 особи (2010; 25 у 2002).
Національний склад (станом на 2002 рік):
- росіяни — 100 %